# Saanika
Koordinaten: 58° 53′ N, 23° 38′ O
Saanika (deutsch Saniko) ist ein Dorf (estnisch küla) in der Stadtgemeinde Haapsalu (bis 2017: Landgemeinde Ridala) im Kreis Lääne in Estland.
Der Ort hat 21 Einwohner (Stand 31. Dezember 2011). Er liegt acht Kilometer südöstlich der Kernstadt Haapsalu.

## Söhne und Töchter des Ortes
Saanika ist der Geburtsort des Pflanzenforschers Jaan Spuhl-Rotalia (1859–1916), des Komponisten Cyrillus Kreek (1889–1962) und des Botanikers Aleksander Siimon (1900–1970).